# بنت صوغان (مسلسل)
بنت صوغان، مسلسل امارتي من تأليف الكاتب جمال سالم وإخراج المخرج السوري عارف الطويل وبطولة الفنان أحمد الجسمي وجمعة علي إضافة إلى الممثلة أمل محمد مع كوكبة من نجوم الفن الإماراتي.

## القصة
تدور أحداثه حول العودة لحكايات الزمن الجميل، والأجواء البسيطة في قرية منسية قبل مرحلة اكتشاف النفط، حيث يأمر القاضي بإبعاد «صنكاح» و«خماس» و«قضمة»، بعد أن أتعبوا الجميع بسرقاتهم وأفعالهم الشنيعة، ليتبرع «سويلم» بأداء هذه المهمة الصعبة التي تنتهي بهروب الثلاثة إلى فريج جديد، لتبدأ معها الأحداث والمواقف الطريفة المبتكرة بداية من استقبال «شما» لهم في منزل والدها «صوغان»، مرورًا بتخفيهم في مهام وأشغال تبعد عنهم شبهة السرقات المتكررة التي تعود من جديد.

## روابط خارجية
بنت صوغان على موقع كلاسيك